# Matigge
Matigge is een plaats (frazione) in de Italiaanse gemeente Trevi.